# Ludogorez Rasgrad
Der PFK Ludogorez Rasgrad (bulgarisch ПФК Лудогорец Разград) ist ein bulgarischer Fußballverein aus der nordostbulgarischen Stadt Rasgrad, der seit 2011 in der A Grupa bzw. der Parwa liga spielt, der obersten Spielklasse des Landes.
Der Verein zählt mit 13 Meistertiteln, drei Pokalsiegen und sieben Supercup-Siegen zu den erfolgreichsten in Bulgarien. Er legte innerhalb kürzester Zeit eine steile sportliche Entwicklung hin und ist seither aus dem bulgarischen Fußball nicht mehr wegzudenken.
Spielstätte ist die Arena Ludogorez, die 10.422 Zuschauern Platz bietet.

## Geschichte

### Anfänge
Ludogorez Rasgrad wurde im Jahr 2001 gegründet. In der Saison 2010/11 kaufte der bulgarische Pharma-Unternehmer und Oligarch Kyril Domustschiew den Klub. Mit seiner finanziellen Hilfe wurde eine neue Mannschaft zur Winterpause dazugekauft. Am Ende der Saison belegte der Klub in der Ostgruppe der zweiten Liga (B Grupa) den ersten Platz und stieg in die erste Liga auf.

### Erste internationale Spiele
Der Verein übernahm direkt nach seinem Aufstieg die totale Dominanz in den nationalen Wettbewerben und konnte sofort das erste Double aus Meisterschaft und Pokal gewinnen. Das Finale des Pokals wurde am 16. Mai 2012 mit 2:1 gegen Lokomotive Plowdiw gewonnen. Eine Woche danach kam es gegen ZSKA Sofia, der zu diesem Zeitpunkt die Tabelle mit zwei Punkten Vorsprung auf Ludogorez innehatte, zur Entscheidungspartie um die Meisterschaft. Ludogorez gewann mit 1:0 und zog so an ZSKA Sofia vorbei. Die Meisterschaft konnte in den zwölf darauffolgenden Spielzeiten durchgehend verteidigt werden. Der Verein fügte dem ersten Double am 11. Juli 2012 mit einem 3:1 gegen Lok Plowdiw auch den ersten Sieg im bulgarischen Supercup bei.
Die Meisterschaft erlaubte es dem Verein, an der 2. Qualifikationsrunde der UEFA Champions League 2012/13 teilzunehmen, in der man auf den kroatischen Vertreter Dinamo Zagreb traf. Das Hinspiel in Rasgrad endete 1:1, während der Verein das Rückspiel mit 2:3 verlor und damit sein Debüt auf internationalem Parkett früh beendete.
Nach dem Gewinn der Meisterschaft 2012/13 qualifizierte sich das Team für die 2. Qualifikationsrunde der UEFA Champions League 2013/14. Dort verlor es auswärts mit 1:2 gegen den slowakischen Meister ŠK Slovan Bratislava, setzte sich jedoch im Rückspiel mit 3:0 durch. In der folgenden Runde gewann Ludogorez gegen FK Partizan Belgrad beide Spiele, 2:1 im Hinspiel und 1:0 im Rückspiel. Da der Verein in der nächsten Runde dem FC Basel unterlag (2:4 h; 0:2 a), trat er in der Gruppenphase der UEFA Europa League an.
In seiner ersten internationalen Gruppenphase gelang Ludogorez der Einstand gegen die PSV Eindhoven in mit einem 2:0-Auswärtserfolg. Ludogorez gewann auch das folgende Heimspiel gegen Dinamo Zagreb mit 3:0. Am nächsten Spieltag feierte der bulgarische Meister gegen das ukrainische Team Tschornomorez Odessa den dritten Sieg im dritten Spiel mit einem 1:0. Das Rückspiel zuhause endete mit 1:1 unentschieden, anschließend folgten ein weiteres 2:0 gegen die PSV und ein 2:1 gegen Dinamo Zagreb. Ludogorez wurde mit 16 Punkten ungeschlagener Gruppensieger und stand im Sechzehntelfinale.
Der Verein erlangte hierbei im Hinspiel einen 1:0-Auswärtssieg gegen Lazio Rom. Damit war der Verein neben dem FC Salzburg und FC Valencia das einzige Team in dieser Spielzeit, das nach vier Partien alle Auswärtsspiele gewonnen hatte. Das Rückspiel im Wassil-Lewski-Nationalstadion am 27. Februar 2014 wurde von über 20.000 Zuschauern aus ganz Bulgarien besucht. Es begann mit einem Gegentor durch Keita Baldé – dem zweitschnellsten Tor in der Europa-League-Historie, bereits nach 16 Sekunden Spielzeit. Zu Beginn der zweiten Halbzeit ging Lazio mit 2:0 in Führung. Das Team von Ludogorez kam mit einem Tor des Stürmers Roman Bezjak, der mit bisher sechs Toren zweitbester Torschütze im Wettbewerb war, wieder in das Spiel zurück. Zehn Minuten später gelang durch einen Weitschuss von Christo Slatinski aus 25 Metern der Ausgleich. Das Spiel war hart umkämpft und Lazio konnte kurzzeitig wieder in Führung gehen. Dank eines Treffers von Juninho Quixadá zwei Minuten vor Spielende sicherte sich Ludogorez Rasgrad den Einzug in das Achtelfinale der Europa League mit einem knappen 4:3 im Gesamtergebnis.
Der FC Valencia war der Gegner der Achtelfinalspiele. Das spanische Team gewann, trotz eines frühen Platzverweises gegen Seydou Keita, mit 3:0 gegen Ludogorez Rasgrad in Sofia. Das Spiel im Wassil-Lewski-Nationalstadion verfolgten 42.000 Zuschauer – ein Rekord für ein bulgarisches Team in einer offiziellen UEFA-Begegnung außerhalb seiner Stadt. Das Rückspiel fand am 20. März 2014 in Valencia statt und Valencia gewann mit 1:0.
Der Verein dominierte die A Grupa 2013/14, indem er seinen dritten Meistertitel in Folge am 7. Mai 2014 feierte. Am 15. Mai 2014 erreichte der Verein nach einem 1:0-Sieg im Pokalfinale gegen Botew Plowdiw das zweite Double nach seinem Aufstieg in die A Grupa. Gegen den gleichen Gegner errang man mit einem 3:1 auch den Supercup.
In der Saison 2014/15 qualifizierte sich Ludogorez erstmals für die UEFA Champions League, nachdem im entscheidenden Elfmeterschießen der Play-offs gegen Steaua Bukarest der Innenverteidiger Cosmin Moți als Ersatz für den vom Platz gestellten Torhüter Wladislaw Stojanow im Elfmeterschießen einen Schuss selbst verwandelt und zwei Elfmeter gehalten hatte. Zum Auftakt in die Gruppenphase spielte man gegen den FC Liverpool und Titelverteidiger Real Madrid, die zu diesem Zeitpunkt in Summe 15 Titel im Wettbewerb zählten. Beide Spiele gingen jeweils mit 1:2 aus Sicht der Bulgaren verloren. Mit einem 1:0-Heimsieg gegen den FC Basel konnte man den ersten Sieg im Wettbewerb feiern. Das Rückspiel ging jedoch mit 0:4 verloren. Einen weiteren Achtungserfolg schaffte Ludogorez mit einem 2:2 zuhause gegen Liverpool. Die Abschlusspartie gegen Real Madrid ging mit 0:4 verloren. Mit vier Punkten wurde der Verein aus Rasgrad Letzter und schied aus.
Nach der misslungenen Qualifikation in der Vorsaison kehrte Ludogorez zur Spielzeit 2016/17 in die Champions League zurück. Auch diesmal musste man sich in der Gruppenphase dem FC Basel stellen, zwischenzeitlich mischten der FC Arsenal und Paris Saint-Germain mit. Ludogorez startete mit einem 1:1 gegen die Basler hinein, verlor jedoch die nächsten drei Gruppenspiele mit einem schwachen Torverhältnis von 3:12. Im Rückspiel gegen Basel gab es erneut ein Remis, dieses Mal eines ohne Tore. Zum Abschluss gab es noch ein 2:2 gegen PSG. Mit drei Punkten wurde Ludogorez aber zumindest Dritter und stieg daraufhin in das Sechzehntelfinale der Europa League um. Dort traf man auf den FC Kopenhagen, wobei das Hinspiel zuhause mit 1:2 verloren wurde und das Rückspiel auswärts mit 0:0 endete.
In der darauffolgenden Spielzeit nahm Ludogorez wieder an der Gruppenphase der Europa League teil. Zuvor unterlag man in der 3. Qualifikationsrunde der Champions League 2017/18 Hapoel Be’er Scheva aufgrund der Auswärtstorregel. In der Play-off-Runde bezwang man den FK Sūduva. In einer Gruppe mit Sporting Braga, Istanbul Başakşehir FK und der TSG Hoffenheim verlor Ludogorez zwar nur ein Spiel, konnte jedoch auch nur zwei gewinnen. Mit neun Punkten reichte es aber für den zweiten Platz und den damit verbundenen Aufstieg ins Sechzehntelfinale. Dort wurde man aber von der AC Mailand mit 0:3 und 0:1 bezwungen.
Am 5. Juli 2018 konnte Ludogorez nach einem 1:0 über Slawia Sofia zum dritten Mal den bulgarischen Supercup gewinnen. Auch die fünf weiteren Teilnahmen am Supercup endeten immer mit einem Sieg für den Verein aus Rasgrad. In weiterer Folge qualifizierte er sich erneut für die Gruppenphase der Europa League. Die Gegner in der Gruppe hießen Bayer 04 Leverkusen, FC Zürich und AEK Larnaka. Nach zwei Niederlagen zum Auftakt endeten alle weiteren Spiele für Ludogorez mit einem Unentschieden. Am Ende stand mit vier Punkten der vierte Platz zu Buche.
In der Saison 2019/20 unterlag Ludogorez zum ersten Mal in der 1. Qualifikationsrunde der Champions League. Nach zwei Niederlagen gegen Ferencváros Budapest erkämpfte man sich die Qualifikation zur Europa League gegen Valur Reykjavík, The New Saints FC und NK Maribor. In der Gruppenphase kam es zum Wiedersehen mit Ferencváros, die weiteren Gegner waren ZSKA Moskau und Espanyol Barcelona. Mit einem 5:1 gegen die Moskauer und ein 3:0 gegen die Budapester startete man souverän in die Gruppenphase. Anschließend setzte es jedoch zwei Niederlagen gegen Espanyol Barcelona mit 0:1 und 0:6, wobei letztere auf einen doppelten Platzverweis gegen Ludogorez zurückzuführen ist. An den letzten beiden Spieltagen gab es jeweils ein 1:1 gegen ZSKA und Ferencváros. Am Ende reichten aber acht Punkte für Platz 2 und den Aufstieg in die K.O.-Runde. Im Sechzehntelfinale traf man auf Inter Mailand – beide Spiele gingen mit 0:2 und 1:2 verloren.

### 2020er Jahre
In der Gruppenphase der UEFA Europa League 2020/21 enttäuschte Ludogorez jedoch in allen Belangen. In einer Gruppe mit Tottenham Hotspur, Royal Antwerpen und dem LASK verloren die Bulgaren alle sechs Gruppenspiele und schieden als Letzter aus. Ludogorez kassierte insgesamt 19 Gegentore und die Gegner sammelten zugleich in Summe 34 Punkte. Auf internationale Gruppenphasen bezogen handelt es sich ausschließlich um Negativwerte für den Verein aus Rasgrad.
Nach fünf Jahren konnte Ludogorez dafür erstmals wieder die Play-off-Runde der Champions-League-Qualifikation erreichen. Zuvor setzte man sich erst im Elfmeterschießen gegen Olympiakos Piräus durch. Daraufhin traf man auf den schwedischen Meister Malmö FF, der das Hinspiel mit 0:2 gewann. Im Rückspiel konnte Ludogorez zwar mit 2:1 gewinnen, doch um den Rückstand aus dem Hinspiel zu relativieren war das knapp zu wenig. In der Gruppenphase der Europa League blieben die Bulgaren allerdings weiterhin ohne Sieg. Gegen Crvena Zvezda und Sporting Braga gingen jeweils beide Spiele verloren, gegen den FC Midtjylland gab es zwei Remis. Mit zwei Punkten schied man als Gruppenletzter aus; hinzu kommt, dass man in den Heimspielen kein einziges Tor erzielen konnte.
Das sollte sich aber in der darauffolgenden Spielzeit bereits mit dem Auftakt der Gruppenphase ändern. Dabei konnte man nämlich den späteren Finalisten AS Rom mit 2:1 zuhause bezwingen. Es folgte ein 2:3 gegen Real Betis Balompié, daraufhin konnte man gegen HJK Helsinki vier Punkte einfahren (1:1 a; 2:0 h). An den letzten beiden Spieltagen gab es aber noch zwei weitere Niederlagen. Ludogorez rutschte mit sieben Punkten als Drittplatzierter erstmals in die UEFA Europa Conference League und spielte dort in den K.O.-Play-offs gegen den RSC Anderlecht. Das Hinspiel wurde zuhause mit 1:0 gewonnen, im Rückspiel in Brüssel unterlag man mit 1:2. Anderlecht siegte daraufhin im Elfmeterschießen. Dafür wurde in dieser Saison aber erstmals nach neun Jahren der Pokal gewonnen. Im Endspiel setzte man sich mit 3:1 gegen ZSKA 1948 durch.
In der Saison 2023/24 trat Ludogorez in der Gruppenphase der Europa Conference League an, nachdem die Bilanz in den Qualifikationsspielen eher bescheiden ausfiel. Zum Auftakt siegte Ludogorez zuhause mit 4:0 gegen Spartak Trnava, worauf jedoch die höchste Niederlage in der Europacup-Geschichte des Vereins folgte. Auswärts unterlag man nämlich dem FC Nordsjælland mit 1:7. Auch im nächsten Auswärtsspiel gegen Fenerbahçe Istanbul setzte es eine 1:3-Niederlage. Das Rückspiel gegen den Istanbuler Verein wurde aber mit 2:0 gewonnen, worauf man auch im Rückspiel gegen Spartak Trnava mit einem 2:1 den einzigen Auswärtssieg im Wettbewerb einfahren konnte. Zum Abschluss ging es im Duell gegen Nordsjælland um den Aufstieg in die K.O.-Runde. Ludogorez konnte aber mit 1:0 gewinnen und kam mit 12 Punkten als Zweitplatzierter in die K.O.-Play-offs. Dort musste man sich nach einem 0:0 in Genf und einem 0:1 in Rasgrad dem Servette FC beugen.

## Kader 2025/26
Stand: 31. Juli 2025
| Nr. |             | Position | Name               |
| --- | ----------- | -------- | ------------------ |
| 1   | Niederlande | TW       | Sergio Padt        |
| 2   | Schweden    | AB       | Joel Andersson     |
| 3   | Bulgarien   | AB       | Anton Nedjalkow    |
| 4   | Portugal    | AB       | Dinis Almeida      |
| 5   | Bulgarien   | AB       | Georgi Tersiew     |
| 6   | Polen       | MF       | Jakub Piotrowski   |
| 8   | Frankreich  | ST       | Mounir Chouiar     |
| 9   | Schweiz     | ST       | Kwadwo Duah        |
| 10  | Brasilien   | ST       | Matheus Machado    |
| 11  | Brasilien   | ST       | Caio Vidal         |
| 14  | Serbien     | MF       | Petar Stanić       |
| 15  | Schweden    | AB       | Edvin Kurtulus     |
| 17  | Spanien     | AB       | Son                |
| 18  | Bulgarien   | MF       | Iwajlo Tschotschew |
| 20  | Guinea-a    | MF       | Aguibou Camara     |

| Nr. |                | Position | Name              |
| --- | -------------- | -------- | ----------------- |
| 23  | Kap Verde      | MF       | Deroy Duarte      |
| 24  | Benin          | AB       | Olivier Verdon    |
| 25  | Kolumbien      | ST       | Emerson Rodríguez |
| 26  | Tschechien     | MF       | Filip Kaloč       |
| 29  | Elfenbeinküste | ST       | Yves Erick Bile   |
| 30  | Brasilien      | MF       | Pedro Naressi     |
| 37  | Ghana          | ST       | Bernard Tekpetey  |
| 39  | Deutschland    | TW       | Hendrik Bonmann   |
| 42  | Bulgarien      | AB       | Simeon Schischkow |
| 67  | Bulgarien      | TW       | Damjan Christow   |
| 77  | Brasilien      | ST       | Erick Marcus      |
| 82  | Bulgarien      | MF       | Iwan Jordanow     |
| 99  | Bulgarien      | ST       | Stanislaw Iwanow  |
|     | Spanien        | AB       | Pipa              |

## Erfolge
- Bulgarischer Meister (14): 2011/12, 2012/13, 2013/14, 2014/15, 2015/16, 2016/17, 2017/18, 2018/19, 2019/20, 2020/21, 2021/22, 2022/23, 2023/24, 2024/25
- Bulgarischer Pokalsieger (4): 2011/12, 2013/14, 2022/23, 2024/25
- Bulgarischer Supercup (8): 2012, 2014, 2018, 2019, 2021, 2022, 2023, 2024

## Europapokalbilanz
| Saison  | Wettbewerb                    | Runde                  | Gegner                  | Gesamt          | Hin     | Rück          |
| ------- | ----------------------------- | ---------------------- | ----------------------- | --------------- | ------- | ------------- |
| 2012/13 | UEFA Champions League         | 2. Qualifikationsrunde | Dinamo Zagreb           | 3:4             | 1:1 (H) | 2:3 (A)       |
| 2013/14 | UEFA Champions League         | 2. Qualifikationsrunde | ŠK Slovan Bratislava    | 4:2             | 1:2 (A) | 3:0 (H)       |
| 2013/14 | UEFA Champions League         | 3. Qualifikationsrunde | Partizan Belgrad        | 3:1             | 2:1 (H) | 1:0 (A)       |
| 2013/14 | UEFA Champions League         | Play-offs              | FC Basel                | 2:6             | 2:4 (H) | 0:2 (A)       |
| 2013/14 | UEFA Europa League            | Gruppenphase           | PSV Eindhoven           | 4:0             | 2:0 (A) | 2:0 (H)       |
| 2013/14 | UEFA Europa League            | Gruppenphase           | Dinamo Zagreb           | 5:1             | 3:0 (H) | 2:1 (A)       |
| 2013/14 | UEFA Europa League            | Gruppenphase           | Tschornomorez Odessa    | 2:1             | 1:0 (A) | 1:1 (H)       |
| 2013/14 | UEFA Europa League            | Sechzehntelfinale      | Lazio Rom               | 4:3             | 1:0 (A) | 3:3 (H)       |
| 2013/14 | UEFA Europa League            | Achtelfinale           | FC Valencia             | 0:4             | 0:3 (H) | 0:1 (A)       |
| 2014/15 | UEFA Champions League         | 2. Qualifikationsrunde | F91 Düdelingen          | 5:1             | 4:0 (H) | 1:1 (A)       |
| 2014/15 | UEFA Champions League         | 3. Qualifikationsrunde | Partizan Belgrad        | (a)2:2(a)       | 0:0 (H) | 2:2 (A)       |
| 2014/15 | UEFA Champions League         | Play-offs              | Steaua Bukarest         | 1:1             | 0:1 (A) | 1:0 n. V. (H) |
| 2014/15 | UEFA Champions League         | Gruppenphase           | FC Liverpool            | 3:4             | 1:2 (A) | 2:2 (H)       |
| 2014/15 | UEFA Champions League         | Gruppenphase           | Real Madrid             | 1:6             | 1:2 (H) | 0:4 (A)       |
| 2014/15 | UEFA Champions League         | Gruppenphase           | FC Basel                | 1:4             | 1:0 (H) | 0:4 (A)       |
| 2015/16 | UEFA Champions League         | 2. Qualifikationsrunde | FC Milsami              | 1:3             | 0:1 (H) | 1:2 (A)       |
| 2016/17 | UEFA Champions League         | 2. Qualifikationsrunde | FK Mladost Podgorica    | 5:0             | 2:0 (H) | 3:0 (A)       |
| 2016/17 | UEFA Champions League         | 3. Qualifikationsrunde | FK Roter Stern Belgrad  | 6:4             | 2:2 (H) | 4:2 n. V. (A) |
| 2016/17 | UEFA Champions League         | Play-offs              | Viktoria Pilsen         | 4:2             | 2:0 (H) | 2:2 (A)       |
| 2016/17 | UEFA Champions League         | Gruppenphase           | FC Basel                | 1:1             | 1:1 (A) | 0:0 (H)       |
| 2016/17 | UEFA Champions League         | Gruppenphase           | Paris Saint-Germain     | 3:5             | 1:3 (H) | 2:2 (A)       |
| 2016/17 | UEFA Champions League         | Gruppenphase           | FC Arsenal              | 2:9             | 0:6 (A) | 2:3 (H)       |
| 2016/17 | UEFA Europa League            | Sechzehntelfinale      | FC Kopenhagen           | 1:2             | 1:2 (H) | 0:0 (A)       |
| 2017/18 | UEFA Champions League         | 2. Qualifikationsrunde | FK Žalgiris Vilnius     | 5:3             | 1:2 (A) | 4:1 (H)       |
| 2017/18 | UEFA Champions League         | 3. Qualifikationsrunde | Hapoel Be’er Scheva     | (a)3:3(a)       | 0:2 (A) | 3:1 (H)       |
| 2017/18 | UEFA Europa League            | Play-offs              | Sūduva Marijampolė      | 2:0             | 2:0 (H) | 0:0 (A)       |
| 2017/18 | UEFA Europa League            | Gruppenphase           | Istanbul Başakşehir     | 1:2             | 0:0 (A) | 1:2 (H)       |
| 2017/18 | UEFA Europa League            | Gruppenphase           | TSG 1899 Hoffenheim     | 3:2             | 2:1 (H) | 1:1 (A)       |
| 2017/18 | UEFA Europa League            | Gruppenphase           | Sporting Braga          | 3:1             | 2:0 (A) | 1:1 (H)       |
| 2017/18 | UEFA Europa League            | Sechzehntelfinale      | AC Mailand              | 0:4             | 0:3 (H) | 0:1 (A)       |
| 2018/19 | UEFA Champions League         | 1. Qualifikationsrunde | Crusaders FC            | 9:0             | 7:0 (H) | 2:0 (A)       |
| 2018/19 | UEFA Champions League         | 2. Qualifikationsrunde | Videoton FC             | 0:1             | 0:0 (H) | 0:1 (A)       |
| 2018/19 | UEFA Europa League            | 3. Qualifikationsrunde | HŠK Zrinjski Mostar     | 2:1             | 1:0 (H) | 1:1 (A)       |
| 2018/19 | UEFA Europa League            | Play-offs              | Torpedo Kutaissi        | 5:0             | 1:0 (A) | 4:0 (H)       |
| 2018/19 | UEFA Europa League            | Gruppenphase           | Bayer 04 Leverkusen     | 3:4             | 2:3 (H) | 1:1 (A)       |
| 2018/19 | UEFA Europa League            | Gruppenphase           | FC Zürich               | 1:2             | 0:1 (A) | 1:1 (H)       |
| 2018/19 | UEFA Europa League            | Gruppenphase           | AEK Larnaka             | 1:1             | 1:1 (A) | 0:0 (H)       |
| 2019/20 | UEFA Champions League         | 1. Qualifikationsrunde | Ferencváros Budapest    | 3:5             | 1:2 (A) | 2:3 (H)       |
| 2019/20 | UEFA Europa League            | 2. Qualifikationsrunde | Valur Reykjavík         | 5:1             | 1:1 (A) | 4:0 (H)       |
| 2019/20 | UEFA Europa League            | 3. Qualifikationsrunde | The New Saints FC       | 9:0             | 5:0 (H) | 4:0 (A)       |
| 2019/20 | UEFA Europa League            | Play-offs              | NK Maribor              | (a)2:2(a)       | 0:0 (H) | 2:2 (A)       |
| 2019/20 | UEFA Europa League            | Gruppenphase           | ZSKA Moskau             | 6:2             | 5:1 (H) | 1:1 (A)       |
| 2019/20 | UEFA Europa League            | Gruppenphase           | Ferencváros Budapest    | 4:1             | 3:0 (A) | 1:1 (H)       |
| 2019/20 | UEFA Europa League            | Gruppenphase           | Espanyol Barcelona      | 0:7             | 0:1 (H) | 0:6 (A)       |
| 2019/20 | UEFA Europa League            | Sechzehntelfinale      | Inter Mailand           | 1:4             | 0:2 (H) | 1:2 (A)       |
| 2020/21 | UEFA Champions League         | 1. Qualifikationsrunde | FK Budućnost Podgorica  | 3:1             | 3:1 (A) | 3:1 (A)       |
| 2020/21 | UEFA Champions League         | 2. Qualifikationsrunde | FC Midtjylland          | 0:1             | 0:1 (H) | 0:1 (H)       |
| 2020/21 | UEFA Europa League            | 3. Qualifikationsrunde | —                       | Freilos         |         |               |
| 2020/21 | UEFA Europa League            | Play-offs              | FK Dinamo Brest         | 2:0             | 2:0 (A) | 2:0 (A)       |
| 2020/21 | UEFA Europa League            | Gruppenphase           | Royal Antwerpen         | 2:5             | 1:2 (H) | 1:3 (A)       |
| 2020/21 | UEFA Europa League            | Gruppenphase           | LASK                    | 4:7             | 3:4 (A) | 1:3 (H)       |
| 2020/21 | UEFA Europa League            | Gruppenphase           | Tottenham Hotspur       | 1:7             | 1:3 (H) | 0:4 (A)       |
| 2021/22 | UEFA Champions League         | 1. Qualifikationsrunde | FK Schachzjor Salihorsk | 2:0             | 1:0 (H) | 1:0 (A)       |
| 2021/22 | UEFA Champions League         | 2. Qualifikationsrunde | NŠ Mura                 | 3:1             | 0:0 (A) | 3:1 (H)       |
| 2021/22 | UEFA Champions League         | 3. Qualifikationsrunde | Olympiakos Piräus       | 3:3 (4:1 i. E.) | 1:1 (A) | 2:2 (H)       |
| 2021/22 | UEFA Champions League         | Play-offs              | Malmö FF                | 2:3             | 0:2 (A) | 2:1 (H)       |
| 2021/22 | UEFA Europa League            | Gruppenphase           | FC Midtjylland          | 1:1             | 1:1 (A) | 0:0 (H)       |
| 2021/22 | UEFA Europa League            | Gruppenphase           | FK Roter Stern Belgrad  | 0:2             | 0:1 (H) | 0:1 (A)       |
| 2021/22 | UEFA Europa League            | Gruppenphase           | Sporting Braga          | 2:5             | 0:1 (H) | 2:4 (A)       |
| 2022/23 | UEFA Champions League         | 1. Qualifikationsrunde | FK Sutjeska Nikšić      | 3:0             | 2:0 (H) | 1:0 (A)       |
| 2022/23 | UEFA Champions League         | 2. Qualifikationsrunde | Shamrock Rovers         | 4:2             | 3:0 (H) | 1:2 (A)       |
| 2022/23 | UEFA Champions League         | 3. Qualifikationsrunde | Dinamo Zagreb           | 3:6             | 1:2 (H) | 2:4 (A)       |
| 2022/23 | UEFA Europa League            | Play-offs              | FK Žalgiris Vilnius     | 4:3             | 1:0 (H) | 3:3 n. V. (A) |
| 2022/23 | UEFA Europa League            | Gruppenphase           | AS Rom                  | 3:4             | 2:1 (H) | 1:3 (A)       |
| 2022/23 | UEFA Europa League            | Gruppenphase           | Betis Sevilla           | 2:4             | 2:3 (A) | 0:1 (H)       |
| 2022/23 | UEFA Europa League            | Gruppenphase           | HJK Helsinki            | 3:1             | 1:1 (A) | 2:0 (H)       |
| 2022/23 | UEFA Europa Conference League | Zwischenrunde          | RSC Anderlecht          | 2:2 (0:3 i. E.) | 1:0 (H) | 1:2 n. V. (A) |
| 2023/24 | UEFA Champions League         | 1. Qualifikationsrunde | KF Ballkani             | 4:2             | 0:2 (A) | 4:0 (H)       |
| 2023/24 | UEFA Champions League         | 2. Qualifikationsrunde | NK Olimpija Ljubljana   | 2:3             | 1:1 (H) | 1:2 (A)       |
| 2023/24 | UEFA Europa League            | 3. Qualifikationsrunde | FK Astana               | 6:3             | 1:2 (A) | 5:1 (H)       |
| 2023/24 | UEFA Europa League            | Play-offs              | Ajax Amsterdam          | 2:4             | 1:4 (H) | 1:0 (A)       |
| 2023/24 | UEFA Europa Conference League | Gruppenphase           | Spartak Trnava          | 6:1             | 4:0 (H) | 2:1 (A)       |
| 2023/24 | UEFA Europa Conference League | Gruppenphase           | FC Nordsjælland         | 2:7             | 1:7 (A) | 1:0 (H)       |
| 2023/24 | UEFA Europa Conference League | Gruppenphase           | Fenerbahçe Istanbul     | 3:3             | 1:3 (A) | 2:0 (H)       |
| 2023/24 | UEFA Europa Conference League | Zwischenrunde          | Servette FC             | 0:1             | 0:0 (A) | 0:1 (H)       |
| 2024/25 | UEFA Champions League         | 1. Qualifikationsrunde | FC Dinamo Batumi        | 3:2             | 3:1 (H) | 0:1 (A)       |
| 2024/25 | UEFA Champions League         | 2. Qualifikationsrunde | FK Dinamo Minsk         | 2:1             | 2:0 (H) | 0:1 (A)       |
| 2024/25 | UEFA Champions League         | 3. Qualifikationsrunde | Qarabağ Ağdam           | 4:8             | 2:1 (A) | 2:7 n. V. (H) |
| 2024/25 | UEFA Europa League            | Play-offs              | Petrocub Hîncești       | 6:1             | 4:0 (H) | 2:1 (A)       |
| 2024/25 | UEFA Europa League            | Ligaphase              | Slavia Prag             | 0:2             | 0:2 (H) | 0:2 (H)       |
| 2024/25 | UEFA Europa League            | Ligaphase              | Viktoria Pilsen         | 0:0             | 0:0 (A) | 0:0 (A)       |
| 2024/25 | UEFA Europa League            | Ligaphase              | RSC Anderlecht          | 0:2             | 0:2 (A) | 0:2 (A)       |
| 2024/25 | UEFA Europa League            | Ligaphase              | Athletic Bilbao         | 1:2             | 1:2 (H) | 1:2 (H)       |
| 2024/25 | UEFA Europa League            | Ligaphase              | Lazio Rom               | 0:0             | 0:0 (A) | 0:0 (A)       |
| 2024/25 | UEFA Europa League            | Ligaphase              | AZ Alkmaar              | 2:2             | 2:2 (H) | 2:2 (H)       |
| 2024/25 | UEFA Europa League            | Ligaphase              | FC Midtjylland          | 0:2             | 0:2 (H) | 0:2 (H)       |
| 2024/25 | UEFA Europa League            | Ligaphase              | Olympique Lyon          | 1:1             | 1:1 (A) | 1:1 (A)       |
| 2025/26 | UEFA Champions League         | 1. Qualifikationsrunde | FK Dinamo Minsk         | 3:2             | 1:0 (H) | 2:2 n. V. (A) |
| 2025/26 | UEFA Champions League         | 2. Qualifikationsrunde | HNK Rijeka              | 3:1             | 0:0 (A) | 3:1 n. V. (H) |
| 2025/26 | UEFA Champions League         | 3. Qualifikationsrunde | Ferencváros Budapest    | 0:3             | 0:0 (H) | 0:3 (A)       |
| 2025/26 | UEFA Europa League            | Play-offs              | KF Shkëndija            | -:-             | -:- (A) | -:- (H)       |

Gesamtbilanz: 167 Spiele, 58 Siege, 44 Unentschieden, 65 Niederlagen, 230:223 Tore (Tordifferenz +7)

## Spieler
- Júnior Caiçara (2012–2015)

## Rekorde
- Ludogorez ist nach dem FC Levadia Tallinn der zweite Verein auf der Welt, dem nach einem Aufstieg in die erste Liga in seinem Land gleich ein Triple gelingt, indem er alle drei Pokale (Meisterschaft, Pokal und Supercup) gewinnt.
- In der Saison 2011/12 erhielt der Verein mit 73 erzielten Toren und nur 16 Gegentoren den Preis für den Verein mit der besten Offensive und Defensive der bulgarischen A Grupa
- 42.000 Zuschauer im Wassil-Lewski-Nationalstadion – ein absoluter Rekord für ein Team in Bulgarien in einer offiziellen UEFA-Begegnung außerhalb seiner Stadt.